# پروپیزپین
پروپیزپین (با نام تجاری Depressin Vagran) یک داروی ضد افسردگی سه‌حلقه‌ای (TCA) است که در فرانسه برای درمان افسردگی استفاده می‌شود و در دهه ۱۹۷۰ معرفی شد.

## سنتز

سنتز پروپیزپین: